# Macrobrachium macrobrachion
Macrobrachium macrobrachion is een garnalensoort uit de familie van de Palaemonidae. De wetenschappelijke naam van de soort is voor het eerst geldig gepubliceerd in 1851 door Herklots.